# حكومة جان كاستيكس
حكومة كاستيكس (بالفرنسية: Gouvernement Jean Castex)‏ هي الحكومة الثانية والأربعون للجمهورية الخامسة الفرنسية. وهي ثالث حكومة تشكلت برئاسة إيمانويل ماكرون.

## سياق التكوين
في 3 يوليو 2020 بعد استقالة إدوارد فيليب، عُيّن جان كاستكس رئيسًا للوزراء من قبل الرئيس إيمانويل ماكرون.

## التكوين

### الوزير الأول
| صورة | المنصب       | اسم | اسم         | الحزب السياسي         |
| ---- | ------------ | --- | ----------- | --------------------- |
|      | الوزير الأول |     | جان كاستيكس | الجمهورية إلى الأمام! |

### الوزراء
| المنصب                                             | الاسم              |
| -------------------------------------------------- | ------------------ |
| وزير أوروبا والشؤون الخارجية                       | جان إيف لودريان    |
| وزير الانتقال البيئي                               | باربرا بومبيلي     |
| وزير التربية الوطنية والشباب والرياضة              | جان ميشيل بلانكير  |
| وزير الاقتصاد والمالية والإنعاش                    | برونو لو مير       |
| وزير القوات المسلحة                                | فلورنس بارلي       |
| وزير الداخلية                                      | جيرالد دارمانان    |
| وزير العمل والتشغيل والاندماج                      | إليزابيث بورن      |
| وزير الترابط الإقليمي والعلاقات مع السلطات المحلية | جاكلين جورج        |
| وزير العدل                                         | إريك دوبوند موريتي |
| وزير الثقافة                                       | روزيلين باشليو     |
| وزير الخارجية                                      | سيباستيان ليكورنو  |
| وزير التضامن والصحة                                | أوليفر فيران       |
| وزير البحر                                         | أنيك جيردين        |
| وزير التعليم العالي والبحث والابتكار               | فريديريك فيدال     |
| وزير الزراعة والأغذية                              | جوليان دينورماندي  |
| وزير التحول والخدمة العامة                         | أميلي دي مونشالان  |

### نواب الوزراء
| المنصب                                                   | الوزير المسؤول                                     | الاسم               |
| -------------------------------------------------------- | -------------------------------------------------- | ------------------- |
| الوزير المسؤول عن العلاقات مع البرلمان ومشاركة المواطنين | رئيس الوزراء                                       | مارك فاسنو          |
| الوزير المنتدب للمساواة بين الجنسين والتنوع وتكافؤ الفرص | رئيس الوزراء                                       | إليزابيث مورينو     |
| الوزير المسؤول عن التجارة الخارجية والجاذبية             | وزير أوروبا والشؤون الخارجية                       | فرانك ريستر         |
| وزير الإسكان                                             | وزير الانتقال البيئي                               | إيمانويل وارجون     |
| الوزير المسؤول عن النقل                                  | وزير الانتقال البيئي                               | جان بابتيست جباري   |
| الوزير المسؤول عن الرياضة                                | وزير التربية الوطنية والشباب والرياضة              | روكسانا ماراسينينو  |
| الوزير المسؤول عن الحسابات العامة                        | وزير الاقتصاد والمالية والإنعاش                    | أوليفييه دوسوبت     |
| الوزير المسؤول عن الصناعة                                | وزير الاقتصاد والمالية والإنعاش                    | أغنيس بانير راناشير |
| الوزير المسؤول عن الشركات الصغيرة والمتوسطة              | وزير الاقتصاد والمالية والإنعاش                    | آلان غريسيت         |
| الوزير المنتدب لشؤون الذاكرة والمحاربين القدامى          | وزير القوات المسلحة                                | جينيفيف داريوسيك    |
| الوزير المسؤول عن الجنسية                                | وزير الداخلية                                      | مارلين شيابا        |
| الوزير المسؤول عن الاندماج                               | وزير العمل والتشغيل والاندماج                      | بريجيت كلينكرت      |
| الوزير المسؤول عن المدينة                                | وزير الترابط الإقليمي والعلاقات مع السلطات المحلية | نادية هاي           |
| الوزير المنتدب المسؤول عن الحكم الذاتي                   | وزير التضامن والصحة                                | بريجيت بورغينيون    |

### وزراء الدولة
| المنصب                              | الوزير المسؤول | الاسم        |
| ----------------------------------- | -------------- | ------------ |
| وزير الخارجية، المتحدث باسم الحكومة | رئيس الوزراء   | غابرييل أتال |